# Disimilație
În fonetică, disimilația sau disimilarea este un proces prin care se creează o diferență între sunete identice din același cuvânt, sau se accentuează o diferență între sunete cu trăsături asemănătoare. Sunetele în cauză pot fi învecinate sau nu. Fenomenul contrar este asimilația.

## Felurile disimilației
Disimilațiile pot fi clasificate din mai multe puncte de vedere.
Poate fi vorba de un fenomen diacronic, adică ținând de istoria limbii. De exemplu, disimilația este cauza faptului că din limba latină clasică, cuvântul peregrinus „pelerin” a evoluat în latina vulgară la forma pelegrinus, apoi a dat în limba franceză pèlerin, în italiană pellegrino, iar în engleză pilgrim. Primul [r] s-a diferențiat de al doilea. Un fenomen asemănător este evoluția cuvântului latinesc arbor în forma italiană albero, cu disimilarea primului [r], și în cea spaniolă arbol, în care s-a disimilat al doilea. Un exemplu de disimilare între sunete nu identice, dar cu trăsături apropiate, se găsește în evoluția de la latinescul monumentum la românescul mormânt (accentuarea diferenței dintre [n] și [m]).
Disimilația poate fi și un fenomen sincronic. Are loc, de exemplu, când se spun frânturi de limbă, din cauza dificultății de a pronunța sunete sau grupuri de sunete care se repetă de mai multe ori. Tot sincronică este disimilarea cauzată de cunoașterea greșită a unor cuvinte, de exemplu pronunțarea colidor în loc de coridor.
Din alt punct de vedere, există disimilare consonantică (exemplele de mai sus) și disimilare vocalică. Un exemplu pentru cea din urmă este la  natare > *notare > ro  a înota și it  nuotare. În limbile din diasistemul slav de centru-sud are loc o disimilare vocalică de natură morfofonologică. La masculin singular, cazul instrumental are două variante de desinență, -om și -em, prima în cuvintele în care vocala precedentă este [e] (crtežom „cu un desen”), a doua în cazul vocalei precedente [o]: Milošem „cu Miloš”.
Din punctul de vedere al locului sunetului care se schimbă față de cel al sunetului care rămâne neschimbat, disimilația este regresivă (peregrinus > pellegrino) sau progresivă: arbor > arbol.
Există disimilație totală atunci când un sunet care se repetă cade. Pentru consoane, un exemplu este la  fratrem > ro  frate. Reducerea diftongului au din latina clasică la a în latina vulgară a fost tot rezultatul unei disimilații totale: la  clasică augustus > la  vulgară *agustus > fr  août „august”. Un fenomen analog este căderea unei silabe care se repetă sau seamănă cu cea învecinată: ro  standard mămăligă > ro  regională măligă, ro  standard mamă-sa > ro  familiară mă-sa.